# 番紅花貿易和用途

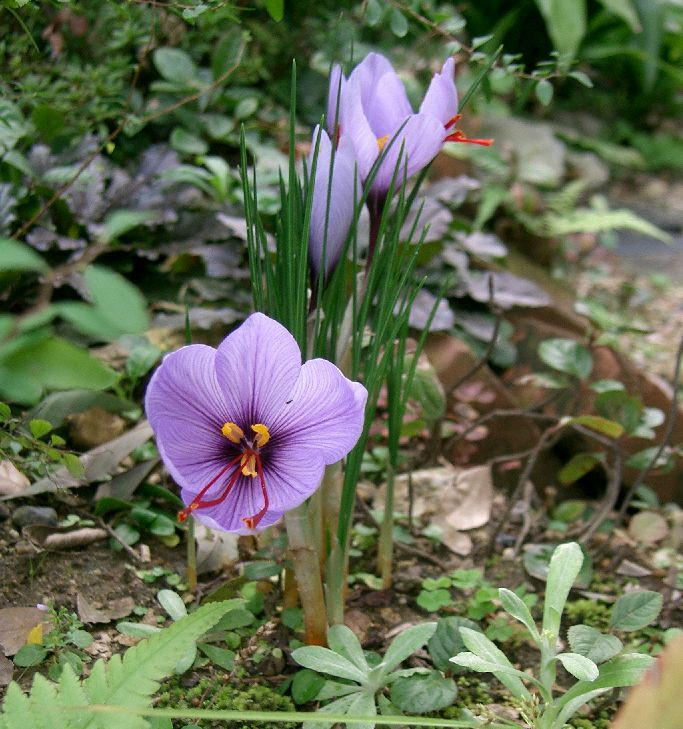
綻放的番紅花--日本本州近畿地方大阪府的一個花園內

番紅花（學名：Crocus sativus）是鳶尾科番紅花屬的多年生草本植物。「番紅花」為原植物名稱，而「西紅花」為藥典中的藥材名稱。西紅花是乾燥的番紅花柱頭。因經西藏輸入中國，所以又習慣稱之為「藏紅花」。
番紅花有三千多年的使用歷史，可用作調味、香熏、染料和藥物。以重量計，西紅花是世界上最昂貴的香料。它的特點是味甘，氣特異像乾草。番紅花是西南亞原生種，但由希臘人最先栽種。伊朗是世界最大的西紅花出產地，佔世界總產量一半以上。
不論在古代或現代，大多數番紅花都用於飲食之上：非洲、亞洲、歐洲和美洲各地，都把西紅花用於焙烤食品。自古以來，西紅花被用於治療多種疾病：包括胃病，鼠疫和天花等。臨床試驗顯示番紅花有潛能成為抗癌和抗衰老劑。除此之外，番紅花一直被用作紡織品的染料。
番紅花的種植一直以來集中在歐亞大陸一條廣闊的地域帶，這地域帶從地中海延伸至克什米爾。伊朗、西班牙、印度和希臘，從古至今都是番紅花的主要生產地。美洲方面，施文克菲爾特教會（Schwenkfelder Church）的成員在賓夕法尼亞州開始種植番紅花。最近幾十年，新西蘭、塔斯馬尼亞和加利福尼亞也加入種植行列。

## 現代貿易
| 主要生產地區 |
| 主要生產國家 |
| 次要生產地區 |
| 次要生產國家 |

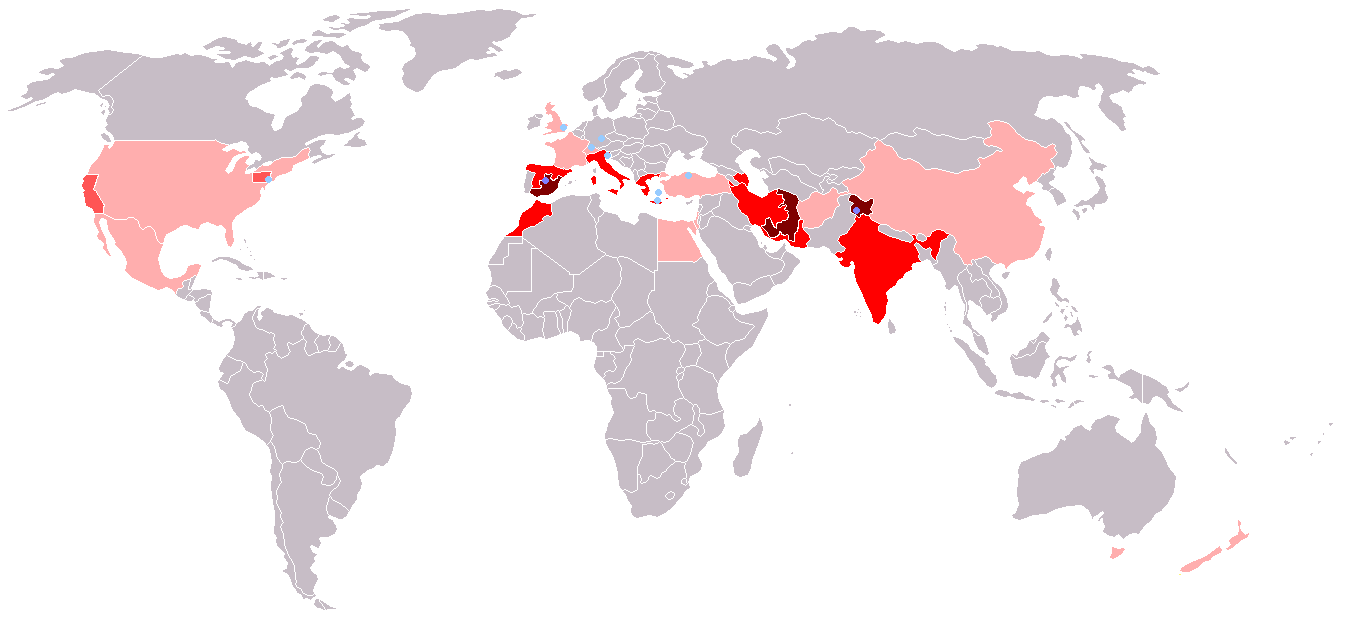
番紅花種植分佈圖

歐亞大陸一條廣闊的地域帶盛產番紅花，幾乎所有西紅花都是產自這裡。這地域帶從西面的地中海延伸至東面的克什米爾。除南極洲以外，各大洲都有出產番紅花，只是產量較少。西紅花（包括絲線狀和粉末狀）的全球年總產量約為300噸，1991年的頂級西紅花產量為50噸。
伊朗是番紅花主要栽種地、緊接其後是西班牙、其他國家依次序為：印度、希臘、阿塞拜疆、摩洛哥和意大利；而僅伊朗和西班牙兩國已佔西紅花全球總產量的80％。儘管奧地利、英格蘭、德國和瑞士等國家多次培植番紅花，歐洲北部和中部只有很少地區持續至今仍然栽種番紅花；其中之一是位於瑞士瓦萊州，名叫穆特（Mund）的小村莊，每年能出產幾公斤西紅花香料。小規模栽種番紅花的地方還有：澳大利亞的塔斯馬尼亞、中國、埃及、法國、以色列、墨西哥、新西蘭、土耳其（尤其是在薩夫蘭博盧的周邊地區，其中有一個城市的名稱來自番紅花）、美國和非洲中部。
西紅花的價格高昂，原因在於全株植物只有柱頭散發西紅花的獨特氣味和味道，也即是說一朵花只有三枝柱頭可用，而且需要人手摘取。一磅（0.45公斤）西紅花（乾燥的番紅花柱頭），需要採收五萬朵鮮花，足以覆蓋一個足球場面積的農田；另外有估計：七萬五千朵鮮花才足以生產一磅西紅花。有這樣的差異，是因為不同品種的番紅花，柱頭的大小也不同。總的而言，生產一公斤西紅花，約需要辛勤勞動40小時；而且番紅花的開花期短，必須趕緊在綻放時採收柱頭。在克什米爾，成千上萬的農民在一至兩個星期的開花期內，必須輪班工作，日以繼夜持續不斷採收番紅花。

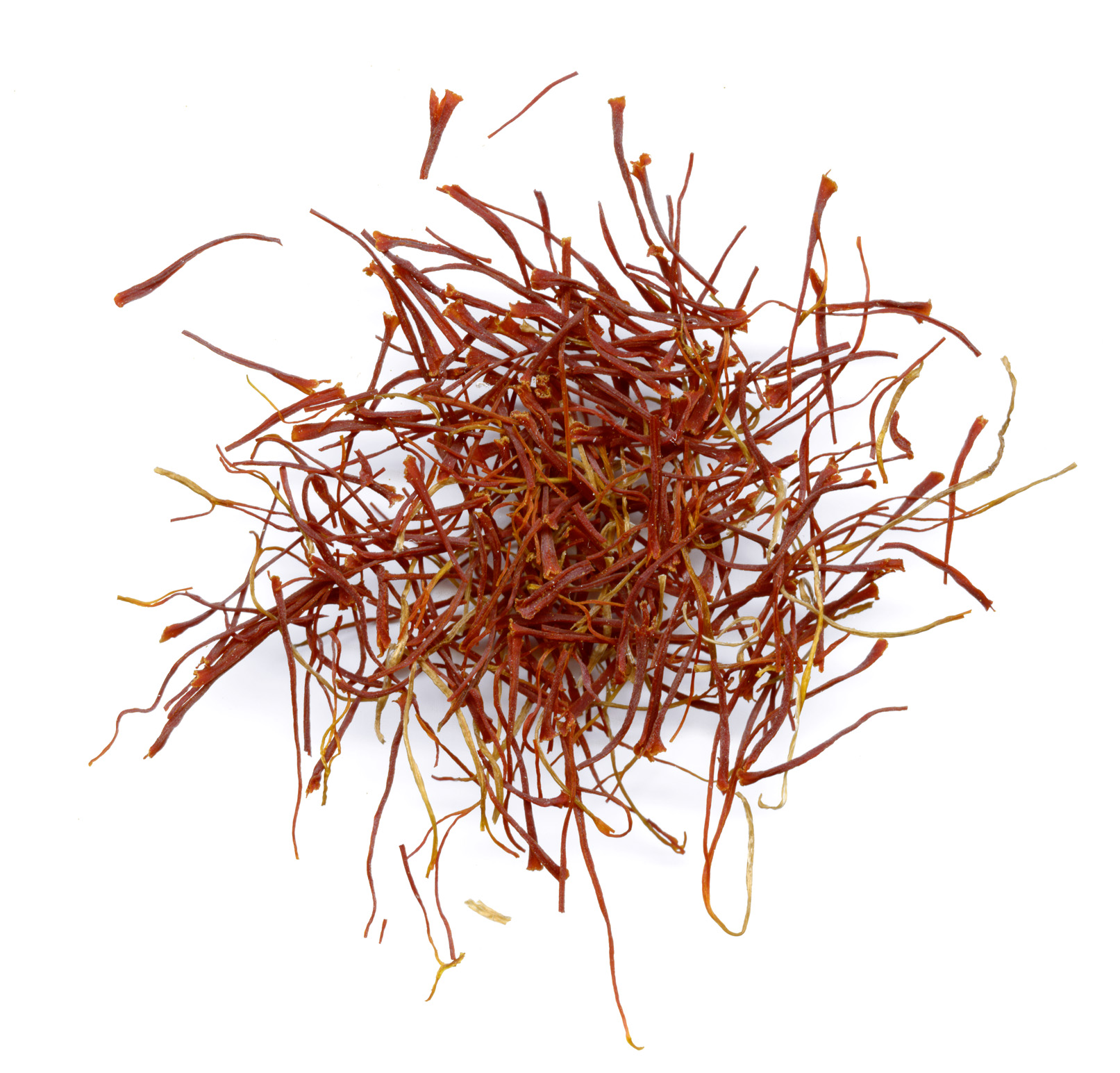
伊朗出產的絲線狀西紅花（紅色柱頭）混雜花柱（黃色）

取出的柱頭必須迅速烘乾，以免分解或發霉。傳統的方法，是把柱頭鋪放在精細的網格，然後用煤或木柴加熱烘乾；或者把番紅花柱頭放進30–35°C（86–95°F）的焗爐烘10至12小時。烘乾柱頭後，最好把它們放進密封不透氣的玻璃容器內儲存[α]。
一磅品質較低級的西紅花的批發價，可以達到500美元以上；而零售價可能超過批發價10倍。在西方國家，平均零售價格大約是1,000美元一磅。雖然西紅花價格高昂，不過每次只需使用很少量。藥用：最多只需要幾克；食用：只需要數條。一磅西紅花，大約有七萬至和二十萬條乾柱頭。
經驗豐富的西紅花買主，購買時會留意色澤和彈性。他們會選擇鮮艷緋紅色、略帶濕氣和有彈性的西紅花。暗淡的磚紅色和容器底部有碎掉的西紅花，都顯示這些是陳舊西紅花。買家最有可能在每年六月的收割季節前，碰到這種品質的貨品。因為零售商試圖清空庫存，以騰出空間擺放新一季的作物。事實上，有經驗的買家建議，應該只使用當季的新鮮西紅花。因此，有信譽的西紅花批發商和零售商會在貨品上，標示生產的年份或前後兩年：例如2002末的收成，會標示為“2002/2003” 。

## 食用

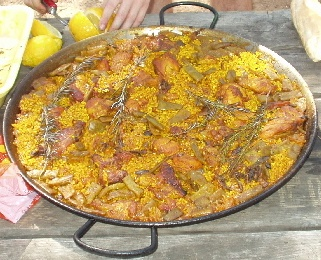
西紅花是西班牙瓦倫西肉類燴飯三種主要材料之一，燴飯的亮黃色就是由西紅花而來。

印度、阿拉伯、中亞、歐洲、伊朗和摩洛哥等地的美食，廣泛使用西紅花。烹飪專家和西紅花專家描述它的香氣類似蜂蜜和乾草。西紅花的味道微苦，而且會令到和它一起浸泡的食染成明亮的橙黃色。由於這些特性，西紅花用於烘烤食品、奶酪、點心、咖哩、酒類、肉類菜色和湯。在印度、伊朗和西班牙等國家，西紅花用作米飯的調味品。西紅花飯是不少著名的菜式的主要材料，例如，西班牙的瓦倫西肉類燴飯、豬肉菜豆燴飯、法國馬賽魚湯和意大利米蘭燴飯。
因為西紅花昂貴，有時廚師會在烹調菜餚時，把紅花或薑黃混進西紅花中，有時甚至完全取代西紅花。紅花和薑黃做的菜餚的色澤跟西紅花的差不多，然而風味則大不相同。
西紅花也會用來製作糖果和酒類；而這是西紅花在意大利最普遍的用途。查特酒、衣扎拉酒和斯特雷加酒等酒精類飲料的顏色和味道，全部由西紅花而來。 
富經驗的西紅花用家會浸透的絲線狀的西紅花才加入菜餚。他們會先弄碎西紅花，然後把它們浸泡在水或雪利酒中幾分鐘；這樣西紅花的色澤和味道就會滲進水或雪利酒中。粉末狀西紅花不需要經過這一步驟。隨後，這些‘西紅花水’會用來烹煮食物，而西紅花的色彩和味道就能均勻地分佈整盤菜餚。這個步驟對烤烘食物和調製濃醬汁尤其重要。

## 藥用

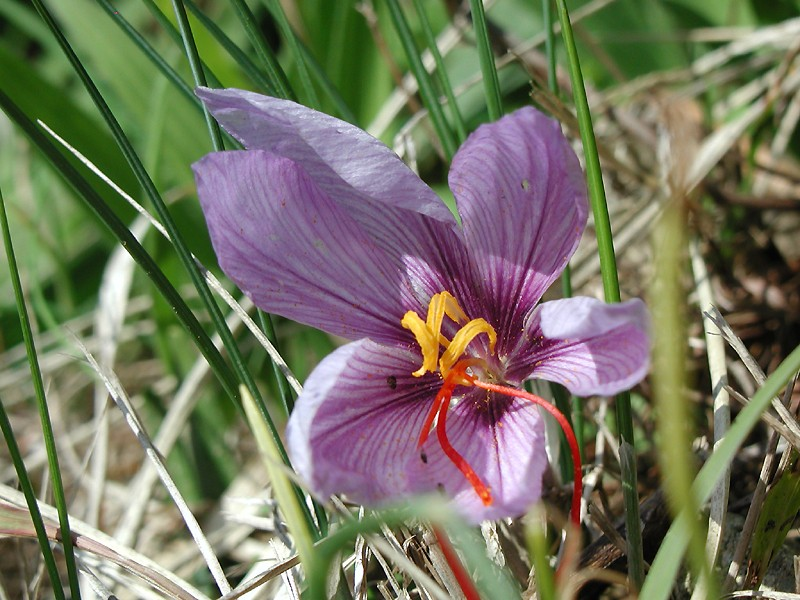
番紅花

西紅花是民間常用的草藥。它可以用於抑制痙攣和脹氣，和加強骨盆血液流動。中世紀的歐洲人使用西紅花治療呼吸道感染（咳嗽和感冒）、猩紅熱、天花、癌症和哮喘。此外，西紅花還會用來醫治血液和其他疾病包括：失眠、癱瘓、心臟病、脹氣、胃病、痛風、慢性子宮出血、閉經、嬰兒絞痛和眼疾等。古波斯人和埃及人，也會用西紅花來壯陽、解毒、幫助消化，以及治療痢疾和麻疹。在歐洲，依據古老的形象學說（Doctrine of Signatures），西紅花的黃色調顯示能夠治療黃疸。

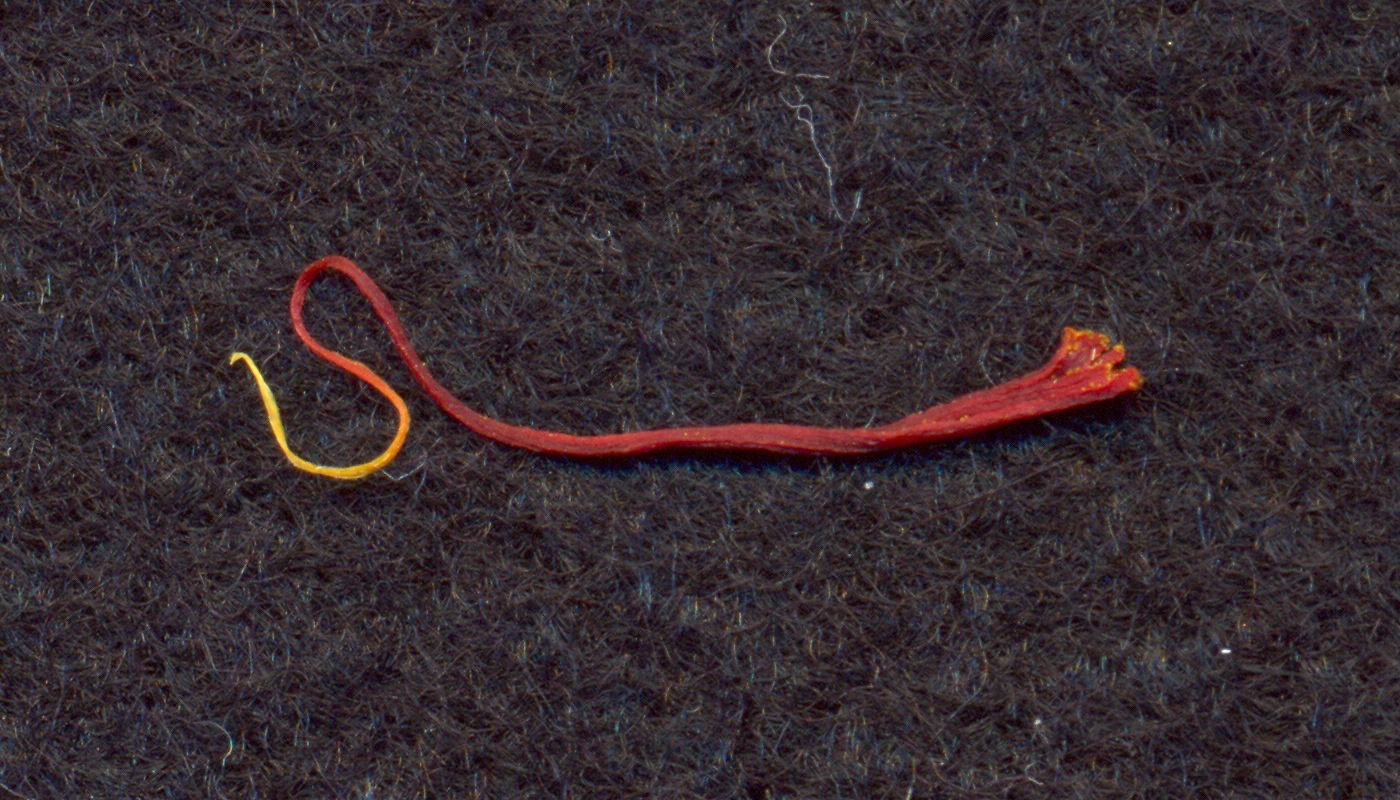
乾番紅花柱頭的特寫，實際長度約為20毫米（0.8吋）。

初步研究顯示，存在於西紅花中的類胡蘿蔔素可以抗癌、防突變和調節免疫機能。西紅花的提取物能抑制老鼠的腹膜腫瘤、乳頭狀瘤癌和鱗狀細胞癌，並減少軟組織肉瘤發病率。西紅花除了能幫助傷口癒合及抗癌之外，也可以抗氧化。這意味著西紅花能“抗衰老”──中和自由基。西紅花提取物，很可能成為藥品、化妝品和補充食品中的抗氧化劑的原料。然而，過量服用這些提取物會致命。

## 染料
儘管番紅花的價格高昂──尤其是在中國和印度等地──它依然被用作織物的染料。番紅花是不穩定的著色劑，由它染成的鮮橙黃色的衣物，很快會退色變成蒼白的奶油黃色。即使很少份量的番紅花雄蕊，都可以產生明亮的橙黃色；當用的愈來愈多番紅花，織物的顏色會愈來愈紅。以前只有貴族階層，才可以穿著番紅花漂染的衣服。印度教和佛教僧侶穿著的長袍，就是用番紅花漂染。在中世紀的蘇格蘭和北愛爾蘭地區，富有的僧侶穿著的一種叫作léin的汗衫，也是使用番紅花漂染的。
由於番紅花價格高昂，許多人企圖利用較便宜的染料取代它。番紅花的慣常替代品是薑黃、紅花和其他香料。雖然這些替代品都能令織物染成明亮的黃色色調，但並不能百份百模倣番紅花的顏色。然而，梔子果實發現含有‘紅花黃酮類化合物’──產生番紅花的顏色的主要成份。由於梔子比番紅花廉宜得多，中國目前正在研究利用梔子代替番紅花染料。

### 引用
1. 1 2  藥有所得﹕藏紅花草紅花差一字距千里[永久]
2. ↑  Deo 2003，第1頁.
3. ↑  .   [2008-10-02]. （原始内容存档于2008-10-14）.
4. ↑  Grigg 1974，第287頁.
5. 1 2  Hill 2001，第272頁.
6. ↑  McGee 2004，第422頁.
7. 1 2 3  Katzer 2001.
8. ↑  Goyns 1999，第2頁.
9. 1 2  Courtney 2002.
10. ↑  Hill 2004，第273頁.
11. ↑  Rau 1969，第35頁.
12. ↑  Lak 1998.
13. ↑  Goyns 1999，第8頁.
14. ↑  Hill 2004，第274頁.
15. ↑  Goyns 1999，第59頁.
16. ↑  Willard 2001，第203頁.
17. ↑  Hill 2004，第275頁.
18. ↑  Park 2005.
19. ↑  Abdullaev 2002，第2頁.
20. ↑  Darling Biomedical Library 2002.
21. ↑  Abdullaev 2002，第1頁.
22. ↑  Assimopoulou 2005，第1頁.
23. ↑  Willard 2001，第205頁.
24. ↑  Major 1892，第49頁.
25. ↑  Dharmananda 2005.

## 外部連結
- http://www.libertytimes.com.tw/2003/new/dec/16/life/fashion-4.htm （页面存档备份，存于） saffron番紅花
- 西藏红花和番红花